# A Dose of Rock ’n’ Roll
«A Dose of Rock ’n’ Roll» — песня, написанная австралийским музыкантом Карлом Грозманном в 1975 году.
Первоначально песня была записана самим автором в 1975 году на принадлежавшем Ринго Старру лейбле Ring O' Records; затем Старр сделал кавер-версию этой песни и выпустил её на своём альбоме 1976 года Ringo's Rotogravure. В рамках выпуска альбома был выпущен сингл (20 сентября 1976 в США, 15 октября 1976 в Великобритании; с би-сайдом — песней «Cryin'», написанной Vini Poncia и Ринго Старром, с того же альбома); сингл продержался в американском чарте синглов Billboard Hot 100 девять недель, в максимуме достигнув 26-го места.

## Участники записи
- Ринго Старр — ведущий вокал, барабаны
- Джон Леннон — фортепиано (не указан на обложке альбома)
- Peter Frampton — гитара
- Клаус Форман — бас-гитара
- Джим 'Lightnin' Келтнер — барабаны
- Danny Kortchmar — гитара
- Jesse Ed Davis — гитара
- Mac Rebennack — клавишные
- Randy Brecker, Alan Rubin — труба
- Michael Brecker, George Young — саксофон (тенор)
- Lewis Delgatto — саксофон (баритон)
- Melissa Manchester, Duitch Helmer, Joe Bean, Vini Poncia — бэк-вокал

(дается по)